# Brichos
Brichos é um filme de animação brasileiro de 2007 dirigido por Paulo Munhoz e produzido pelo estúdio Tecnokena. O filme é sobre três animais que participam de um campeonato de jogo eletrônico. A ideia para o filme surgiu em 2001, com a criação de personagens da fauna brasileira, considerada "exuberante" pelo diretor. Após seu lançamento em 2 de fevereiro de 2007, teve recepção positiva pelo público e pela crítica, sendo assistido por mais de 180 mil espectadores, segundo Munhoz, além de ser exibido diversos canais de televisão. Em 2011, uma sequência foi lançada, Brichos - A Floresta é Nossa e, em 2014, foi lançada uma série de televisão.

## Sinopse
O filme conta as aventuras de três garotos animais: Tales, um jaguar; Jairzinho, um quati; e Bandeira, um tamanduá. Os três moram na Vila dos Brichos, uma cidade onde vários animais da fauna brasileira convivem uns com os outros. Os três decidem participar de um campeonato internacional de um jogo eletrônico de luta, buscando criar o "lutador perfeito" para vencer. No entanto, a jornada toma rumos inesperados, levando-os a descobrir a verdade sobre a história da Vila e o passado de seus moradores.

## Elenco
Vozes dos personagens do filme, segundo o website oficial.
| - "Vadeco" — Bandeira - Marino Junior — Tales - Renet Lyon — Jairzinho - Mário Shoemberger — Ratão, Olavo - "Wella" — Jaguar - Enéas Lour — Rubinelson, Dr. Norberto - Mauro Zanatta — Ratãozinho, P. Dumont - Fabíula Nascimento — Dumontzinho, Tia Sapa - Michele Pucci — Tia Tatuzinha, Corujinha |  | - Célia Ribeiro — Tia Calanga - Geraldo Pioli — Mestre Sucuri - Toninho Domingues — Capanga Gato, Dr. Vital - Chico Nogueira — narrador do jogo - Regina Vogue — Cobra Coralina - Roberta Storelli — computador, Ararinha - Leandro Schettini — Capanga Cachorro - Tales Munhoz — Bebê Ratãozinho, Bebê Jaguar - Paulo Munhoz — Capanga Rato, Dona Gina |

## Antecedentes e produção
Brichos foi dirigido por Paulo Munhoz e escrito por ele e Érico Beduschi. A arte foi dirigida por Antonio Eder. Tadao Miaqui foi co-diretor, diretor de animação e animador. O diretor musical foi "Vadeco" e a diretora de produção Daniella Munchoz.

Se tentarmos competir com a Disney, estamos fadados ao fracasso. Temos que criar um modelo nosso.

—Paulo Munhoz, 2004.
A ideia para o filme surgiu em 2001, com a criação de uma turma de personagens inspirados na fauna brasileira. Paulo Munhoz e Antonio Eder, os autores, acreditavam que esses seres pudessem gerar histórias "críticas, bem-humoradas e otimistas" sobre o Brasil e seu povo. Paulo Munhoz, o diretor, teve a ideia incial, e Antonio Eder criou o visual. O filme foca na busca da identidade cultural de cada indivíduo, da invasão de cultura estrangeira, a eterna luta entre pais e filhos e outros assuntos. A palavra "Brichos" significa "Bichos Brasileiros".
Paulo Munhoz comentou que os animais mais lembrados são africanos, como elefantes, tigres e leões, sob uma leitura americana. Brichos foi feito pensando especificamente na fauna brasileira, considerada "exuberante" por ele. Sobre o processo de animação, ele comentou: "Este acabou sendo o primeiro filme da maioria dos animadores, que sequer tinham feito um curta. Às vezes eu brincava que a gente levantava voo e construía a aeronave ao mesmo tempo". Porém, os animadores tinham o traço adequado para desenho animado, que se acostumaram com a mecânica da produção rapidamente.
| “ | Queria mostrar para as pessoas quem nós somos, mas sem ser xenófobo nem ufanista. É uma reflexão bem centrada. —Paulo Munhoz, 2007 | ” |

Brichos foi realizado com patrocínio da Petrobras e do Banco Nacional de Desenvolvimento Econômico e Social (BNDES). O orçamento foi de quase 700 mil reais.

## Lançamento
Brichos foi exibido em diversos festivais antes de seu lançamento. Em novembro de 2004, foi exibido no 2.º Festival Internacional de Cinema Infantil, no Rio de Janeiro. Foi exibido no Anima Mundi, na mesma cidade, em julho de 2006. No dia 10 de outubro, teve pré-estreia no 3.º Curta Pará Cine Brasil e, até então, já havia sido exibido também em São Paulo e Fortaleza. Teve exibição no 39.º Festival de Brasília do Cinema Brasileiro em novembro de 2006. Alunos de escolas públicas do Distrito Federal puderam assistir ao filme no Cine Brasília.
Brichos foi lançado nos cinemas em 2 de fevereiro de 2007. Segundo o G1, 2007 foi um ano onde a animação nacional estava em alta. Com o lançamento desse filme, Garoto Cósmico e Turma da Mônica em Uma Aventura no Tempo, o país teve o maior número de desenhos animados lançados em um mesmo ano, até aquele momento. Mais tarde, foi lançado um álbum em quadrinhos baseado no filme. Foi exibido em trinta mostras e festivais nacionais e internacionais entre 2007 e 2008.
Em 12 de outubro de 2020, Brichos foi inserido no catálogo da Amazon Prime Video.

## Recepção
Rodrigo Fonseca, do O Globo, comentou que o filme foi "pintado" com ufanismo, assemelhando-se a um lançamento da "década de 70, sob o regime militar". Disse também que não era tão avançado tecnologicamente em comparação a outros filmes estrangeiros. Celso Sabadin do CineClick escreveu, de maneira similar, que o filme é marcado pela simplicidade, com a animação seguindo o "padrão antigo, tradicional". Elogiou o roteiro com "um ritmo mais contemplativo, menos eletrizante" diferente de obras estrangeiras, e que o filme traz uma "forte mensagem nacionalista". Concluiu sua análise escrevendo: "Brichos é um filme guerrilheiro, uma espécie de Brás Cubas que prega a valorização das raízes brasileiras. Um grito alternativo de bichos nacionais contra as feras estrangeiras". Rodrigo elogiou o "poder de mobilizar crianças" de Munhoz, citando que as sessões de exibição do filme no Anima Mundi estavam lotadas. Segundo ele, isso se deve ao carisma dos personagens, que devem aprender lições de "brasilidade" e sobre o valor da família "[a]té a prova final".
Brichos foi indicado ao Grande Prêmio do Cinema Brasileiro 2007 e ganhou o Prêmio Amigo do Cinema Infantil no mesmo ano. Segundo o diretor, no total, mais de 180 mil pessoas assistiram a Brichos, sendo 130 mil pessoas em "cidades do interior de São Paulo" em 2009. O filme já foi exibido na TV Brasil, TV Cultura, TV Rá-Tim-Bum e TV Aparecida. Com o sucesso do primeiro filme, uma sequência foi lançada em 2011, Brichos - A Floresta é Nossa e, em 2014, gerou uma série de televisão.